# Глиотоксин
Глиотоксин — органическое соединение, серосодержащий микотоксин, производное 2,5-дикетопиперазина. Контаминант. Является вторичным метаболитом эпиполитиодиоксипиперазина и продуцируется некоторыми видами микромицетов родов Аспергилл, Триходерма и Пеницилл. Первоначально был выделен в 1936 году и изолирован из мицелия Gliocladium fimbriatum откуда и получил своё название. Структура была определена в 1958 году. Высокотоксичен. Обладает ярко выраженной цитотоксичностью, иммунносупрессор. Помимо этого обладает сильным бактериостатическим и бактерицидным воздействием. Ограниченно применяется в сельском хозяйстве в качестве фунгицида (в смесях с бензолом или керосином).

## Источники

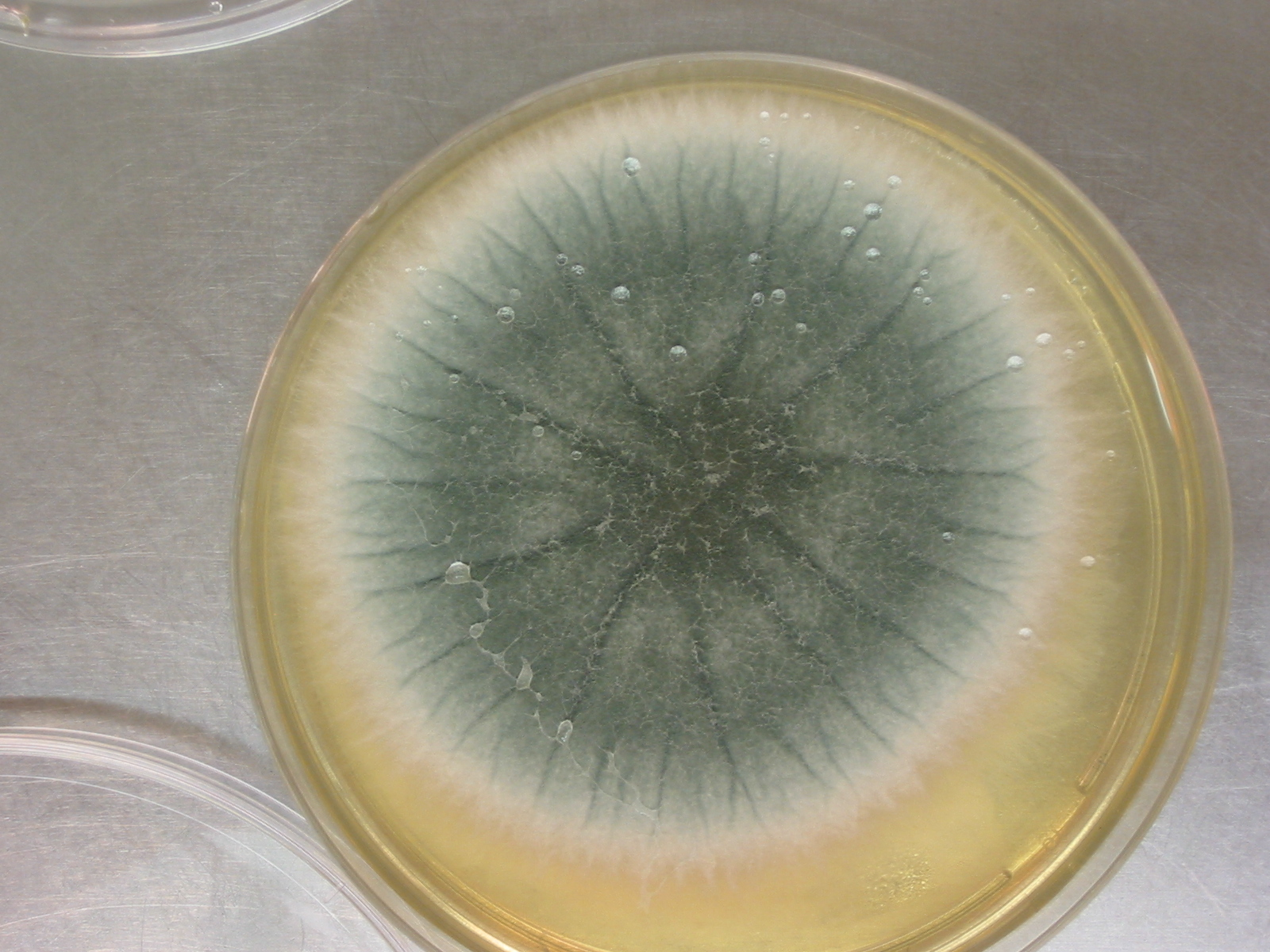
Колония A.fumigatus в чашечке Петри.

## Физико-химические свойства
Представляет собой белое или слегка желтоватое вещество, кристаллизующееся в виде небольших игл. Нерастворимое в воде и тетрахлорметане, хорошо растворяется в органических растворителях — хлороформе, бензоле, ацетоне и особенно в ДМСО, диоксане и пиридине. Оптически активен. При температурах свыше 200 °С происходит быстрое разрушение структуры. Устойчив в кислой среде. Легко разрушается действием щелочей.

## Токсикология
Глиотоксин проявляет иммуносупрессивные свойства, так как он может подавлять и вызывать апоптоз в некоторых типах клеток иммунной системы, в том числе нейтрофилов, эозинофилов, гранулоцитов, макрофагов и тимоцитов. Он также действует как ингибитор фарнезил-трансферазы. Он необратимо ингибирует химотрипсин-подобную активность 20S протеаосом.
Интоксикация глиотоксином проявляется в виде аспергиллофумигатотоксикоза. Существует острая и хроническая форма.

## Глиотоксин как антибиотик
У глиотоксина хорошо выражены антибиотические свойства в особенности на грамположительные виды бактерий. На грамотрицательные бактерии он действует слабо. Глиотоксин также способен подавлять и рост Mycobacterium tuberculosis. Также обладает высокой противогрибковой активностью. Однако практического применения в качестве антибиотика он не имеет, вследствие его чрезвычайно высокой токсичности ЛД100 при внутрибрюшинном введении мыши 5 мг/кг, при пероральном введении он высокотоксичен (ЛД50 = 67 мг/кг, мыши).